# Чемпионат мира по лёгкой атлетике 1995
Чемпионат мира по лёгкой атлетике 1995 года проходил с 5 по 13 августа на стадионе «Уллеви» в Гётеборге (Швеция). В соревнованиях приняли участие 1804 человека из 191 страны мира. Победителями в неофициальном командном зачёте стали спортсмены США, которые выиграли 19 медалей, 12 из которых золотые.
Впервые на чемпионатах мира стали проводить дистанцию 5000 метров у женщин взамен дистанции 3000 метров.

## Результаты
WR рекорд мира |
СR рекорд чемпионатов мира |
WL лучший результат сезона в мире |
NR национальный рекорд |
PB личный рекорд

### Мужчины
| Вид программы                 | Золото                                                                       | Серебро                                                                              | Бронза                                                                               |
| 100 метров Подробности        | Донован Бейли — 9,97 Канада                                                  | Бруни Сурин — 10,03 Канада                                                           | Ато Болдон — 10,03 Тринидад и Тобаго                                                 |
| 200 метров Подробности        | Майкл Джонсон — 19,79 с США                                                  | Фрэнки Фредерикс — 20,12 с Намибия                                                   | Джеффри Уильямс — 20,18 с США                                                        |
| 400 метров Подробности        | Майкл Джонсон — 43,39 с США                                                  | Батч Рейнольдс — 44,22 с США                                                         | Грег Хаугтон — 44,56 с Ямайка                                                        |
| 800 метров Подробности        | Уилсон Кипкетер — 1.45,08 Дания                                              | Артемон Хатунгимана — 1.45,64 Бурунди                                                | Вебьёрн Родаль — 1.45,68 Дания                                                       |
| 1500 метров Подробности       | Нуреддин Морсели — 3.33,73 Алжир                                             | Хишам Эль-Герруж — 3.35,28 Марокко                                                   | Венусте Нийонгабо — 3.35,56 Бурунди                                                  |
| 5000 метров Подробности       | Исмаэль Кируи — 13:16.77 Кения                                               | Халид Булами — 13:17.15 Марокко                                                      | Шем Корориа — 13:17.59 Кения                                                         |
| 10 000 метров Подробности     | Хайле Гебреселассие — 27.12,95 Эфиопия                                       | Халид Сках — 27.14,53 Марокко                                                        | Пол Тергат — 27.14,70 Кения                                                          |
| Марафон Подробности           | Мартин Фис — 2:11:41 Испания                                                 | Дионисио Серон — 2:12:13 Мексика                                                     | Луис Антони дос Сантос — 2:12:49 Бразилия                                            |
| Эстафета 4×100 м Подробности  | Канада · Донован Бейли · Роберт Эсми · Гленрой Гилберт · Бруни Сурин — 38.31 | Австралия · Пол Хендерсон · Тим Джексон · Стив Бримакомбе · Дэмьен Марш — 38.50      | Италия · Джованни Пуджони · Анджело Чиполлони · Эцио Мадония · Сандро Флорис — 39.07 |
| Эстафета 4×400 м Подробности  | США · Марлон Рамси · Батч Рейнольдс · Дерек Миллс · Майкл Джонсон — 2:57.32  | Ямайка · Майкл Макдональд · Дэвиан Кларк · Дэнни Макфарлейн · Грег Хаугтон — 2:59.88 | Нигерия · Удеми Экпейон · Кунле Адеджуюджбе · Сандей Бада · Джуд Монье — 3:03.18     |
| 110 м с/б Подробности         | Аллен Джонсон — 13.00 США                                                    | Тони Джарретт — 13.04 Великобритания                                                 | Роджер Кингдом — 13.19 США                                                           |
| 400 м с/б Подробности         | Деррик Эдкинс — 47.98 США                                                    | Самуэль Матете — 48.03 Замбия                                                        | Стефан Диагана — 47.98 Франция                                                       |
| Бег на 3000 м с/п Подробности | Мозес Киптануи — 8:04.16 Кения                                               | Кристофер Коскеи — 8:09.30 Кения                                                     | Саад аль-Асмари — 8:12.95 Саудовская Аравия                                          |
| Ходьба на 20 км Подробности   | Микеле Дидони — 1:19:59 Италия                                               | Валенти Массана — 1:20:23 Испания                                                    | Евгений Мисюля — 1:20:48 Беларусь                                                    |
| Ходьба на 50 км Подробности   | Валентин Кононен — 3:43:42 Финляндия                                         | Джованни Перичелли — 3:45:11 Италия                                                  | Роберт Корженёвский — 3:45:57 Польша                                                 |
| Прыжок в высоту Подробности   | Трой Кемп — 2.37 Багамские Острова                                           | Хавьер Сотомайор — 2.37 Куба                                                         | Артур Партыка — 2.35 Польша                                                          |
| Прыжок с шестом Подробности   | Сергей Бубка — 5.92 Украина                                                  | Максим Тарасов — 5.86 Россия                                                         | Жан Гальфьон — 5.86 Франция                                                          |
| Прыжок в длину Подробности    | Иван Педросо — 8.70 Куба                                                     | Джеймс Бекфорд — 8.30 Ямайка                                                         | Майк Пауэлл — 8.29 США                                                               |
| Тройной прыжок Подробности    | Джонатан Эдвардс — 18.29 WR Великобритания                                   | Брайан Веллманн — 17.62 Бермуды                                                      | Жером Ромейн — 17.59 Доминика                                                        |
| Толкание ядра Подробности     | Джон Година — 21.47 США                                                      | Мика Халвари — 20.93 Финляндия                                                       | Рэнди Барнс — 20.41 США                                                              |
| Метание диска Подробности     | Ларс Ридель — 68.76 Германия                                                 | Владимир Дубровщик — 65.98 Беларусь                                                  | Василий Каптюх — 65.88 Беларусь                                                      |
| Метание копья Подробности     | Ян Железны — 89.58 Чехия                                                     | Стив Бакли — 86.30 Великобритания                                                    | Борис Хенри — 86.08 Германия                                                         |
| Метание молота Подробности    | Андрей Абдувалиев — 81.56 Таджикистан                                        | Игорь Астапкович — 81.10 Беларусь                                                    | Тибор Гечек — 80.98 Венгрия                                                          |
| Десятиборье Подробности       | Дэн О’Брайен — 8695 США                                                      | Эдуард Хямяляйнен — 8489 Беларусь                                                    | Майк Смит — 8419 Канада                                                              |

### Женщины
| Вид программы                   | Золото                                                                   | Результат   | Серебро                                                                           | Результат  | Бронза                                                                        | Результат |
| 100 метров подробнее            | Гвен Торренс                                                             | 10"85       | Мерлин Отти                                                                       | 10"94      | Ирина Привалова                                                               | 10"96     |
| 200 метров подробнее            | Мерлин Отти                                                              | 22"12       | Ирина Привалова                                                                   | 22"12      | Галина Мальчугина                                                             | 22"37     |
| 400 метров подробнее            | Мари-Жозе Перек                                                          | 49"28       | Паулина Дэвис                                                                     | 49"96      | Джерл Майлз-Кларк                                                             | 50"00     |
| 800 метров подробнее            | Ана Фиделия Кирот                                                        | 1’56"11     | Летития Врисде                                                                    | 1’56"68 AR | Келли Холмс                                                                   | 1’56"95   |
| 1500 метров подробнее           | Хассиба Булмерка                                                         | 4’02"42     | Келли Холмс                                                                       | 4’03"04    | Карла Сакраменту                                                              | 4’03"79   |
| 5000 метров подробнее           | Соня О’Салливан                                                          | 14’46"47 CR | Фернанда Рибейру                                                                  | 14’48"54   | Захра Куазиз                                                                  | 14’53"77  |
| 10 000 метров подробнее         | Фернанда Рибейру                                                         | 31’04"99 CR | Дерарту Тулу                                                                      | 31’08"10   | Тегла Лорупе                                                                  | 31’17"66  |
| 100 метров с/б подробнее        | Гейл Диверс                                                              | 12"68       | Ольга Шишигина                                                                    | 12"80      | Юлия Граудынь                                                                 | 12"85     |
| 400 метров с/б подробнее        | Ким Баттен                                                               | 52"61 WR    | Тоня Бьюфорд-Бэйли                                                                | 52"62      | Деон Хеммингс                                                                 | 53"48 NR  |
| Марафон подробнее               | Мануэла Машаду                                                           | 2h25’39"    | Ануца Кэтунэ                                                                      | 2h26’25"   | Орнелла Феррара                                                               | 2h30’11"  |
| Ходьба 10 км подробнее          | Ирина Станкина                                                           | 42’13" CR   | Элизабета Перроне                                                                 | 42’16"     | Елена Николаева                                                               | 42’20"    |
| Прыжок в высоту подробнее       | Стефка Костадинова                                                       | 2,01        | Галина Астафей                                                                    | 1,99       | Инга Бабакова                                                                 | 1,99      |
| Прыжок в длину подробнее        | Фиона Мэй                                                                | 6,98 m      | Ньюрка Монтальво                                                                  | 6,86 m     | Ирина Мушаилова                                                               | 6,83 m    |
| Тройной прыжок подробнее        | Инесса Кравец                                                            | 15,50 m WR  | Ива Пранджева                                                                     | 15,18 m    | Анна Бирюкова                                                                 | 15,08 m   |
| Толкание ядра подробнее         | Астрид Кумбернусс                                                        | 21,22 m     | Хуан Чжихун                                                                       | 20,04 m    | Светла Миткова                                                                | 19,56 m   |
| Метание диска подробнее         | Эллина Зверева                                                           | 68,64 m     | Ильке Вилудда                                                                     | 67,20 m    | Ольга Чернявская                                                              | 66,86 m   |
| Метание копья подробнее         | Наталья Шиколенко                                                        | 67,56 m     | Фелича Циля                                                                       | 65,22 m    | Микаэла Ингберг                                                               | 65,16 m   |
| Пятиборье подробнее             | Гада Шуаа                                                                | 6 651 p.    | Светлана Москалец                                                                 | 6 575 p.   | Рита Инанчи                                                                   | 6 522 p.  |
| Эстафета 4×100 метров подробнее | США · Селена Монди-Милнер · Карлетт Гуидри · Кристи Гейнс · Гвен Торренс | 42"12       | Ямайка · Далия Дюхани · Джульет Катберт · Беверли Макдональд · Мерлин Отти        | 42"25      | Германия · Мелани Пашке · Зильке Лихтенхаген · Зильке Кнолль · Габриеле Бекер | 43"01     |
| Эстафета 4×400 метров подробнее | США · Ким Грэм · Рошель Стивенс · Камара Джонс · Джерл Майлз             | 3’22"29     | Россия · Татьяна Чебыкина · Светлана Гончаренко · Юлия Сотникова · Елена Андреева | 3’23"98    | Австралия · Ли Нейлор · Renée Poetschka · Мелинда Гейнсфорд · Кэти Фримен     | 3’25"88   |